# (104) Clymène
Pour les articles homonymes, voir Clymène.
Ne doit pas être confondu avec (356217) Clymène.
(104) Clymène (désignation internationale (104) Klymene) est un grand astéroïde sombre de la ceinture principale. Il a été découvert par James Craig Watson le 13 septembre 1868.